# Tierpark Ystad

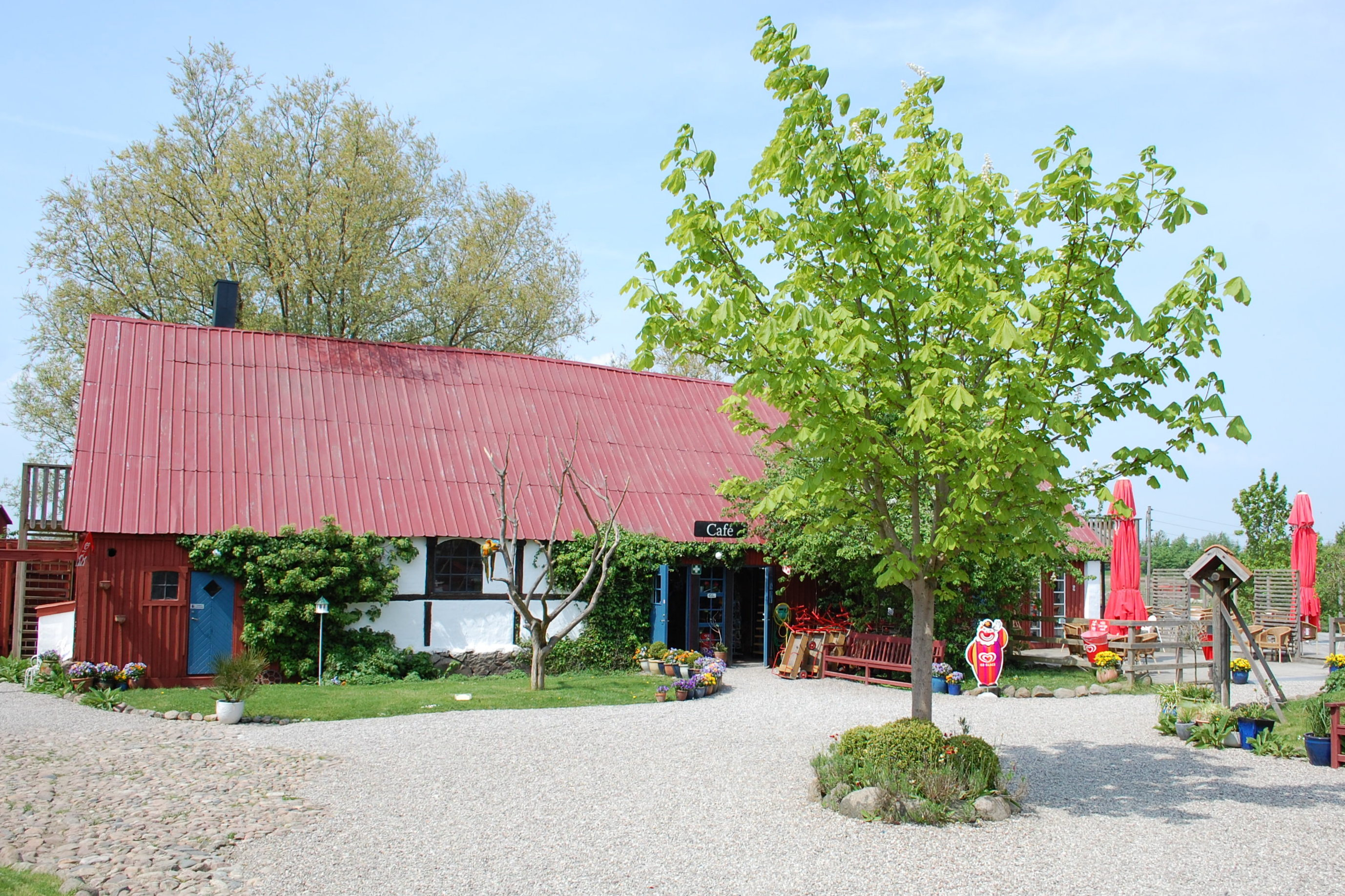
Café

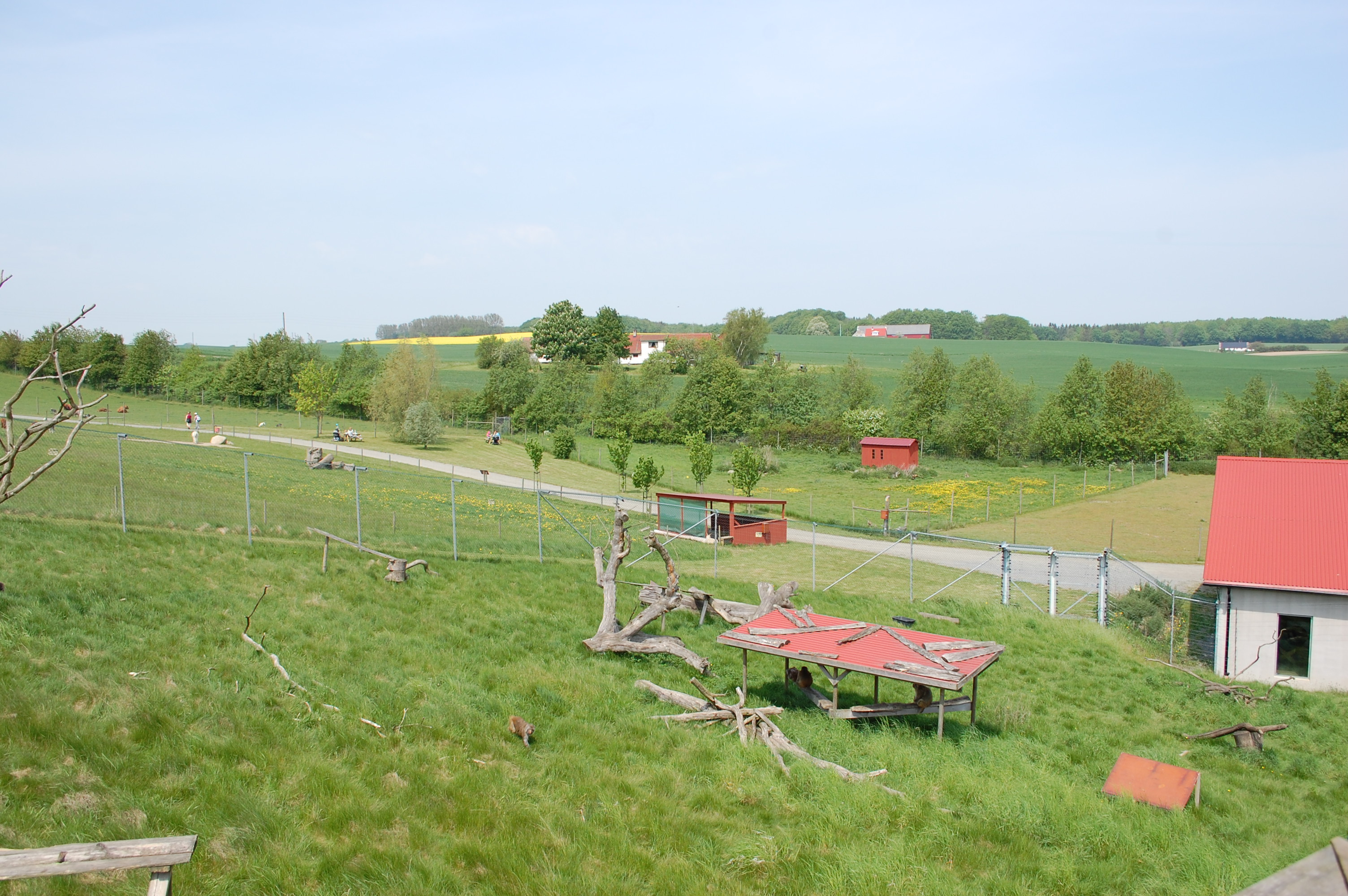
Affengehege

Der Tierpark Ystad (schwedisch Ystad Djurpark) ist ein Tierpark in der Nähe der schwedischen Stadt Ystad.
Der Tierpark liegt nordwestlich der Stadt in der Nähe des Dorfes Skårby. Der 1998 eröffnete Park ist nur vom 1. Mai bis zum 30. September für den Publikumsverkehr geöffnet.

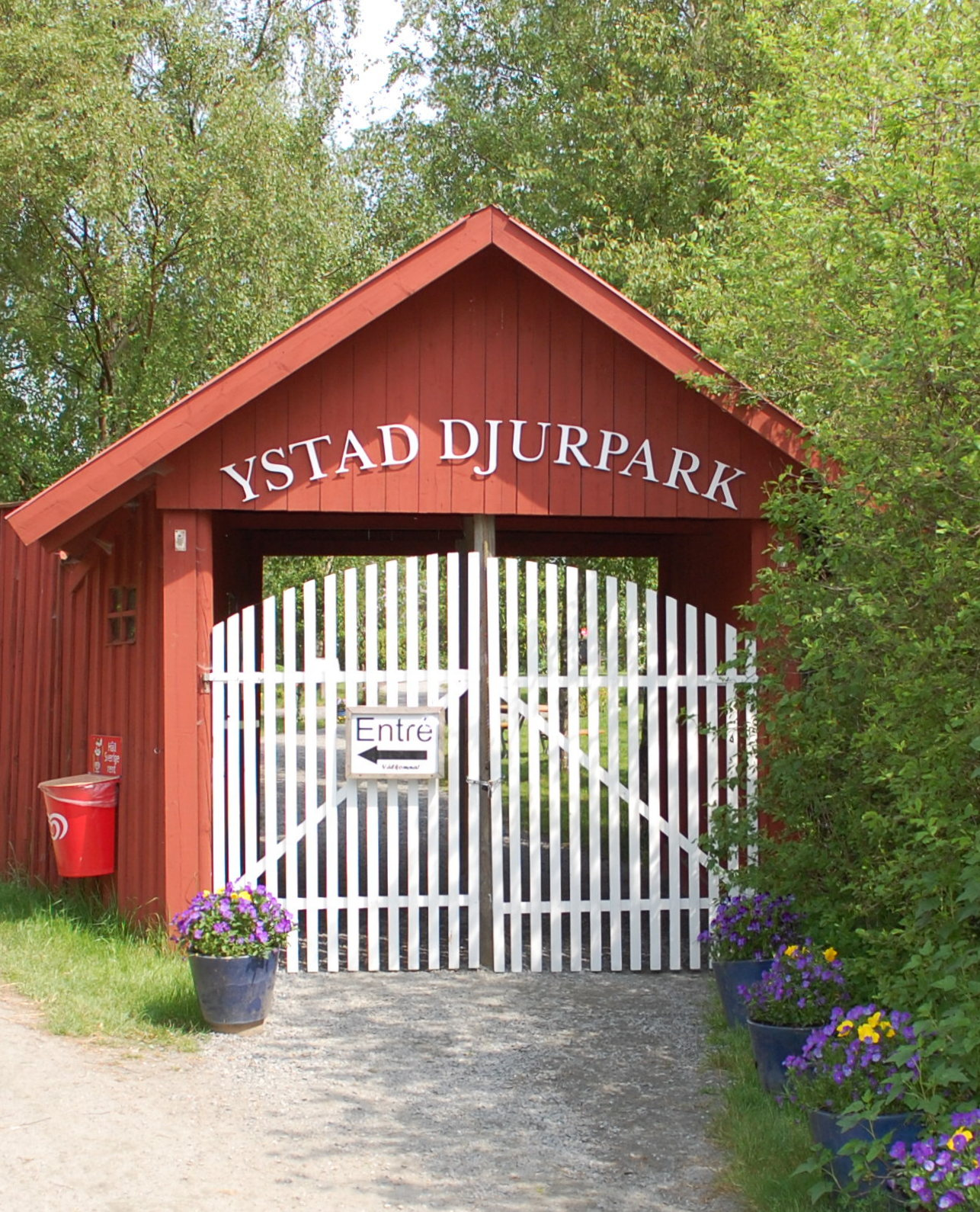
Eingang zum Tierpark Ystad

Die weitläufige Anlage des Parks schließt sich an einen ehemaligen Bauernhof an, dessen Gebäude als Eingang, Zooshop und Café dient. Dem Park ist ein in den Sommermonaten geöffnetes Freibad angeschlossen. Es bestehen mehrere Kinderspielplätze.
Im Tierpark werden über 250 Tiere aus etwa 60 Arten gehalten, darunter: Alpaka, Antilope, Bison, Capybara, Elch, Emu, Erdmännchen, Gewöhnliche Makis, Gotlandschaf, Kamel, Lama, Makaken, Marmosetten, Mufflon, Muntjaks, Nandu, Pfau, Rödkulla, Schwarzschwan, Shetland-Pony, Tamarine, Watussirind, Weißstorch, Yak, Zebra und Zebu. Außerdem bestehen Terrarien für Insekten.
Der Tierpark ist Mitglied in der schwedischen Tierparkvereinigung.